# رعاف
الرُّعاف (بالإنجليزية: Nosebleed) ويُسمى أيضًا النزف الأنفي (بالإنجليزية: Epistaxis) هو نزيف دم من الأنف، يدرك عند خروج الدم من مناخر الانف، يوجد منه نوعان: نزيف أمامي، ونزيف خلفي (عادةً ما يستوجب اهتمامًا طبيًا).

## الأسباب
الأوعية الدموية في الغشاء المخاطي (ولا سيما في منطقة ليتل) سطحية، ولذلك فإنه يمكن إلحاق الضرر بها بسهولة أكبر، بالتالي تسبب نزيف الأنف أو الرعاف. معظم الرعاف غير ضار ويتوقف ذاتيا، وغالبا لا يُتعرف على سبب الضرر في الأوعية الدموية المسببة للرعاف.
أسباب موضعية:
- الإصابات أو الجروح: ويمكن حدوثها بسبب اللعب بتجويف الأنف، أو كسور الأنف، أو جروح أو تقرحات الحاجز الأنفي، أو بسبب جسم غريب داخل الأنف أو بسبب ضربات أنف خارجية.
- الالتهابات : بسبب عدوى (على سبيل المثال التهاب الجيوب الأنفية المزمن)، التهاب الأنف والجيوب التحسسي، الزوائد الأنفية.
- المخدرات الموضعية: كالكوكايين على سبيل المثال، الأدوية المقللة للاحتقانات.
- الأوعية الدموية: على سبيل المثال توسع الشعيرات النزفي الوراثي، داء حبيبي ويغنري.
- نزيف ما بعد العمليات، على سبيل المثال ما يلي: جراحة الأذن والأنف والحنجرة، جراحة الوجه والفكين، أو جراحة العيون.
- الأورام: الحميدة (مثلليفوم وعائي)، الخبيث (سرطان الخلايا الحرشفية) كبار السن هم أكثر عرضة للرعاف المرتبطة بالسرطان.
- علاج الأوكسيجين الأنفي: يسبب الجفاف في الأغشية المخاطية.

أسباب عامة
- ارتفاع ضغط الدم
- تصلب الشرايين
- زيادة الضغط الوريدي الناتج عن تضيق الصمام التاجي
- أمراض الدم: مثل قلة الصفيحات، سوء وظيفة الصفيحات، وظروف مثل سرطان الدم والناعور.
- أسباب بيئية: كالرطوبة، والحرارة، والارتفاع عن سطح الأرض.
- الأدوية: بما في ذلك مضادات التخثر والعوامل المضادة للصفيحات (على سبيل المثال كلوبيدوجرل، والأسبرين).
- تناول مسكنات الآلام وأدوية علاج ألم الرأس أثناء فترة الإصابة بفقر الدم.

## استشارة الطبيب
- استمرار النزف أكثر من ربع ساعة.
- إذا كان السبب ضربة على الأنف.
- أمراض الضغط أو تجلط الدم أو استعمال أدوية.
- إذا تكرر نزف الأنف أكثر من مرة.
- إذا تعرض الإنسان لحادث سيارة وبسببها نزف من الأنف (يكون السبب كسر في عظم الجمجمة).

## الوقاية
- تجنّب العبث بالأنف
- تزييت المنطقة الجافة من الأنف والمعرضة للنزف بواسطة مرهم مرتين أو ثلاث مرات يوميًّا
- الحفاظ على مستوى رطوبة مناسب في البيت
- الإكثار في تناول السوائل [7]

## العلاج
تبيّن أن التطبيق المحلي للعامل المضيق للأوعية vasoconstrictive agent يقلّل وقت النزيف في الحالات الحميدة من الرعاف. اوكزيميتازولين oxymetazoline أو فينيلافرين phenylephrine هم متاحون في أكثر من وصفة طبية على شكل بخاخ للأنف لعلاج حساسية الأنف وقد تستخدم للرعاف.
يمكن إيقاف معظم حالات نزيف الأنف الأمامي عن طريق الضغط المباشر، ما يساعد على تحفيز تخثر الدم. أولئك الذين يعانون من نزيف في الأنف يجب أن يحاولوا أولًا تفجير أي جلطات دموية ثم الضغط لمدة خمس دقائق على الأقل وحتى 20 دقيقة. يجب أن يكون الضغط ثابتًا وأن تساعد إمالة الرأس للأمام على تقليل فرصة الغثيان وانسداد مجرى الهواء كما هو موضح في الصورة على اليمين. عند محاولة إيقاف نزيف الأنف في المنزل، يجب عدم إمالة الرأس للخلف. يمكن أن يؤدي ابتلاع الدم الزائد إلى تهيج المعدة والتسبب في القيء. تتوافر أدوية تضيق الأوعية مثل أوكسي ميتازولين (أفرين) أو فينيليفرين على نطاق واسع دون وصفة طبية لعلاج التهاب الأنف التحسسي ويمكن أيضًا استخدامها للسيطرة على حالات الرعاف الحميدة. أولئك الذين يعانون من نزيف في الأنف يستمر لمدة تزيد عن 20 دقيقة (في وضع الضغط المباشر كما يظهر في الصورة على اليمين) يجب أن يطلبوا العناية الطبية.
- تخثر الدم
- فقر دم
- صفيحة دموية
- نزف
- اضطرابات الصفيحات الدموية العملاقة
- دمع دموي

## روابط خارجية
- المكتبة الوطنية للطب - تصف الأسباب والحلول والوقاية من نزيف الأنف